# Étienne Charavay
Pour les autres membres de la famille, voir Famille Charavay.
Marin Étienne Charavay, né le 17 avril 1848 à Paris et mort le 3 octobre 1899 à Brolles, est un historien, éditeur et libraire français.

## Biographie

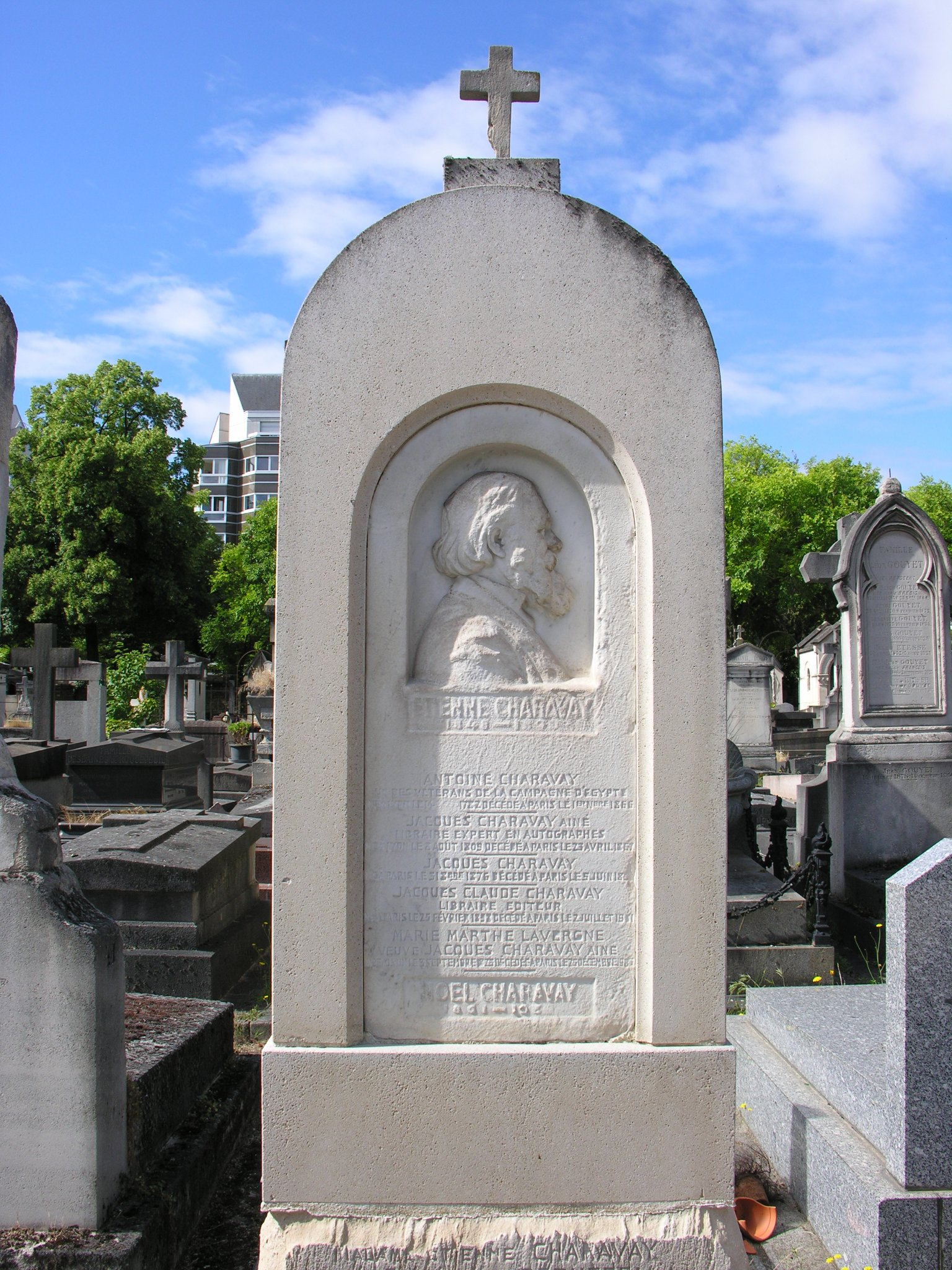

Issu d'une famille de libraires spécialisés dans le commerce des autographes et l'expertise des documents anciens, il reprit en 1867, après la mort de son père Jacques Charavay la direction de la maison familiale avec l'aide de son oncle Gabriel Charavay et de l'écrivain Julie Lavergne.
Après avoir suivi les cours de l'École impériale des chartes, il obtient en 1869 le diplôme d'archiviste-paléographe avec une thèse intitulée : Essai sur l'administration de Louis XI en Dauphiné avant son avènement au trône.
Il établit la librairie au 3 rue de Furstenberg à Paris, à quelques pas de l'atelier où est mort Eugène Delacroix en 1863. « Des deux frères Charavay, Claudius, le cadet, s'occupait plus spécialement de la librairie. L'aîné, Étienne (plus communément appelé Stéphen), ancien élève diplômé des Chartes, avait la haute main sur le département des autographes et dirigeait en même temps la revue de La Révolution française »
Dans les nombreux ouvrages d'Étienne Charavay, se distinguent, entre autres, une biographie de La Fayette et une étude — la première sur ce sujet — concernant les liens entre Vigny et Baudelaire et leur aspiration commune (et souvent déçue) à l'Académie française.
Lors de l'Affaire Dreyfus, il est l'un des experts entendus au cours du procès d'Esterházy : « Archiviste et expert très réputé, il semble que Charavay fut l’objet d’une manipulation. Des gens se présentant comme des parents de Dreyfus lui auraient fait une fausse proposition de corruption ce qui aurait orienté son jugement dans le sens inverse de la vérité ». 
Étienne Charavay est nommé chevalier de la Légion  d'honneur par décret du 13 juillet 1889.
Revenu malade de Rennes, où l'avaient appelé en août ses devoirs d'expert lors du second procès Dreyfus, il meurt dans la nuit du 2 octobre 1899, dans sa maison de Brolles, près de Melun. Il est inhumé à Paris au cimetière du Montparnasse (10e division), son portait en médaillon par Jules Dalou orne sa sépulture.

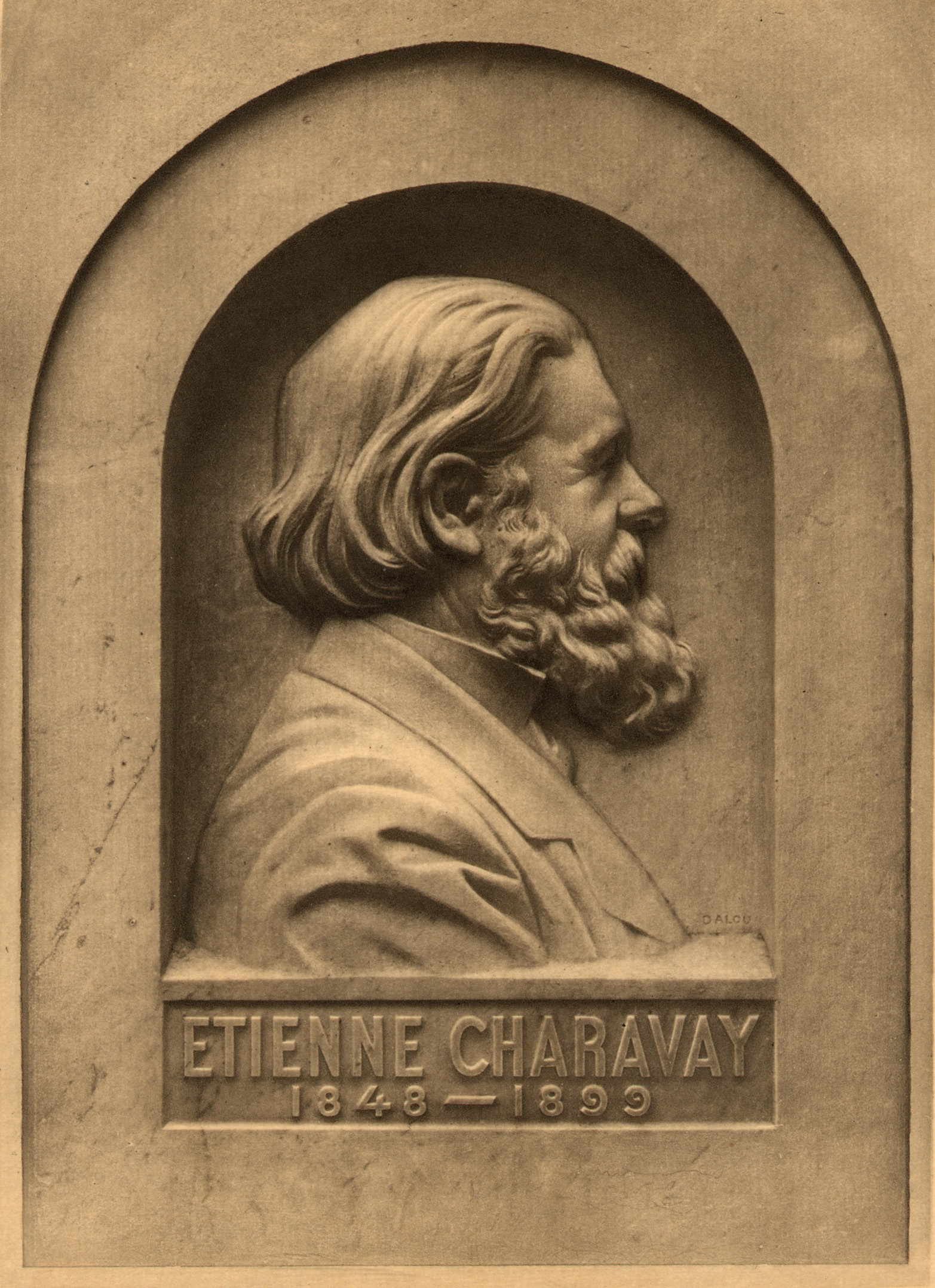
Jules Dalou, Étienne Charavay (1901), médaillon en marbre ornant sa tombe.

## Publications
- A. de Vigny et Charles Baudelaire candidats à l'Académie, Paris, Charavay frères, 1879 (réédition février 2010, édition Nabu Press, 186 p.)

## Sources
- Maurice Tourneux, Étienne Charavay : sa vie et ses travaux, 1900, 47p[4].
- Léon Barracand, Souvenirs d'un homme de lettres[5].